# Агоп Мелконян
Агоп Магардич Мелконян (болг. Агоп Мъгърдич Мелконян, 10 березня 1949, Бургас — пом.24 липня 2006, Софія) — болгарський прозаїк, письменник-фантаст, поет, перекладач, автор науково-популярних публікацій та видавець вірменського походження. Перший лауреат болгарської національної премії в галузі фантастики «Гравітон» у 1991 році.

## Біографія
Агоп Мелконян народився у Бургасі у вірменській сім'ї. Початкову освіту майбутній письменник здобув у Бургаському вірменському училищі, пізніше навчався в електротехнікумі в Бургасі. Агоп Мелконян здобув дві вищі освіти — спочатку в Політехнічному університеті в 1974 році за спеціальністю інженера-машинобудівника, другу вищу освіту отримав у Софійському університеті на факультеті журналістики в 1977 році.
У літературі Агоп Мелконян дебютував у 1968 році як поет. Під час навчання в університеті писав п'єси, які пізніше неодноразово ставилися в болгарських театрах, а також співпрацював із рядом болгарських періодичних видань. З 1972 році став постійним автором тижневика «Орбита», за час роботи в якому опублікував близько 4000 статей наукової та технічної тематики, у тому числі про найновіші відкриття в галузі фізики, техніки та астрономії. Також Агоп Мелконян написав чотири науково-популярні книги і сценарії десяти науково-популярних фільмів. У 1992 році Мелконян звільнився з журналу, та став професійним письменником. Окрім того, Агоп Мелконян став одним із засновників кафедри вірменистики Софійського університету, де він викладав вірменську філологію. Він також займався перекладами вірменської поезії на болгарську мову, проводив дослідження вірменської літератури, брав участь у підготовці видань «Вірменські художники в Болгарії, 1897—1997» («Арменски художници в България, 1897—1997», 1997), «Вірменська лірика» («Арменска лирика», 2001), «Вірменська література V—XVIII століть» («Арменска литература V—XVIII век», 2001) та «Вірменські ікони» («Арменски икони», 2001). Агоп Мелконян перекладав на болгарську мову також твори Едгара По, Фредерика Брауна, братів Стругацьких, Кіра Буличова. Мелконян був членом Союзу болгарських журналістів, Співдружності болгарських письменників та Міжнародної організації журналістів.
У 1979 році Агоп Мелконян став одним із засновників книжкової серії фантастики «Библиотека „Галактика“» варненського видавництва «Георги Бакалов», та був членом її редколегії до 1990 року. У 1990 році він став головним редактором та видавцем журналу фантастики «Омега», а в 1997 році заснував ще один фантастичний журнал — «Върколак» (який з 1999 року має назву «Зона F»). Агоп Мелконян був укладачем кількох антологій болгарської фантастики, а з 1993 року він став власником видавництва «Ерато-Арт», яке спеціалізувалося на класичній поезії.

## Творчість
Як автор фантастики, Агоп Мелконян дебютував у 1972 році оповіданням «Найдовший сміх» (болг. Най-дългият смях). У 1980 році вийшов перший збірник фантастичних повістей та оповідань автора «Пам'ять про світ» (болг. Спомен за света). У 1984 році Агоп Мелконян видав п'єсу «Антиутопія» (болг. Антиутопия), яка стала першою науково-фантастичною п'єсою болгарською мовою. у 1989 році Мелконян написав свій єдиний науково-фантастичний роман «Смерть у мушлі» (болг. Смърт в раковината). У ньому йдеться про підкорення людства штучними людьми, які здатні до розмноження, та які могли вилучати зі свідомості звичайних людей. які їх і сворили, здатність до творчого мислення. На початку 1990-х років, уже після ліквідації в Болгарії соціалістичного ладу, роман уже був надрукований в одному з болгарських видавництв, проте за наказом якихось невідомих чиновників майже весь наклад книги був знищений, і не надійшов у вільний продаж. Натепер примірники цього роману є бібліографічною рідкістю.
Частина літературних критиків, зокрема український літературний критик-фантастикознавець Віталий Карацупа, відзначає тонкий психологізм та бездоганний стиль фантастики Мелконяна, яка має ознаки філософської, та якій сам автор надавав форму притчі. Твори Агопа Мелконяна перекладені на 65 мов, зокрема й на українську.

## Особисте життя
Агоп Мелконян був одружений та мав двох синів.

## Смерть
Останні роки життя Агоп Мелконян жив у Софії. Помер письменник 24 липня 2006 року в Софії від лейкозу. Похований Агоп Мелконян у своєму рідному місті Бургас.

## Нагороди і відзнаки
У 1991 році Агоп Мелконян першим серед болгарських письменників отримав національну премію в галузі фантастики «Гравітон». У 2006 році він номінувався на звання кращого письменника-фантаста європи на конгресі «Єврокон—2006» у Києві. Після його смерті його іменем названа одна з вулиць Бургаса. У вересні 2006 року Агопу Мелконяну було посмертно присвоєно звання почесного громадянина Бургаса.
З 2012 року в Болгарії проводиться конкурс оповідань імені Агопа Мелконяна.

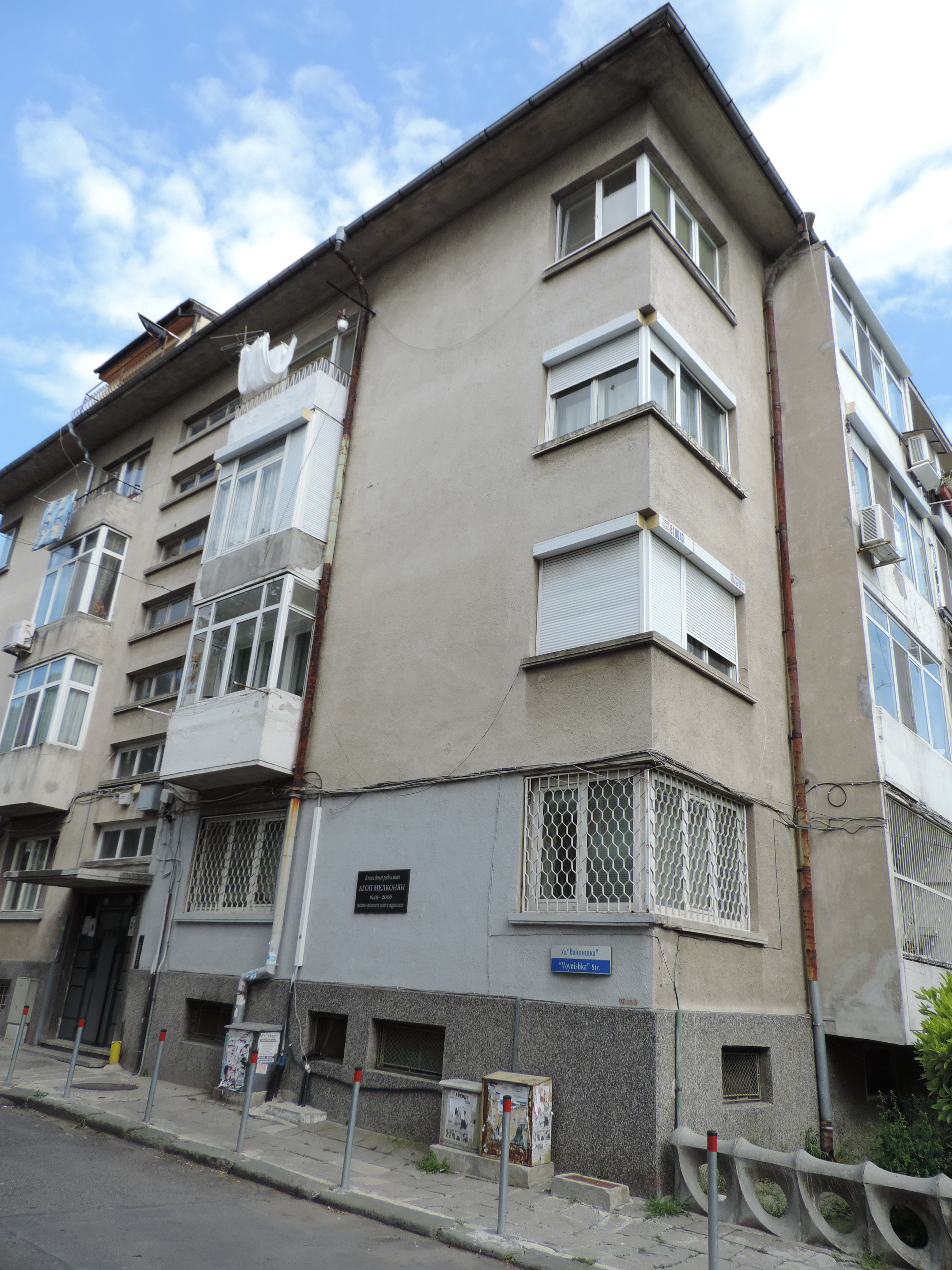
Будинок Агопа Мелконяна в Бургасі
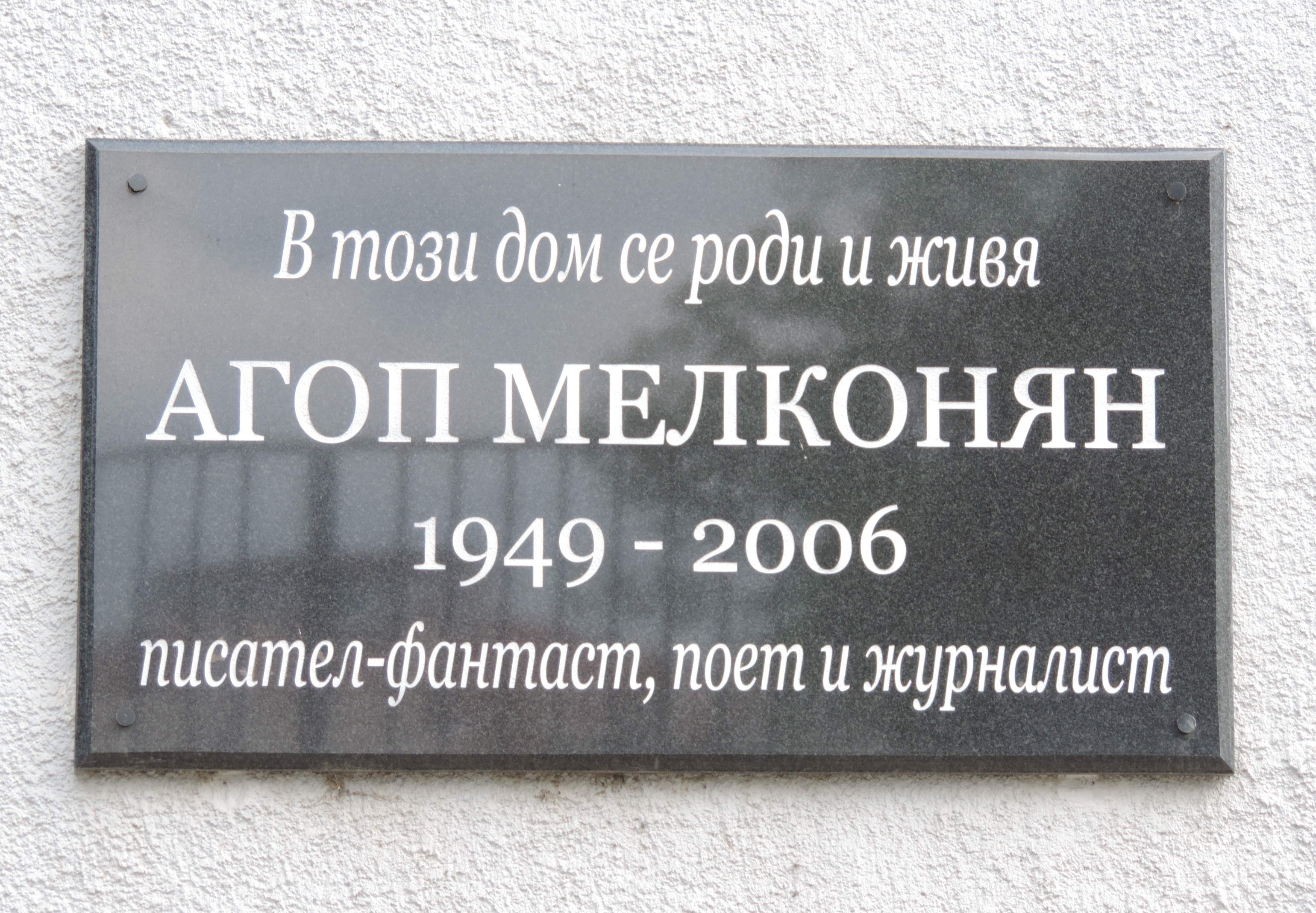
Дошка пам'яті на честь Агопа Мелконяна

## Твори

### Збірки
- 1980 — «Спомен за света»
- 1983 — «Греховно и неприкосновено»
- 1987 — «Via Dolorosa»
- 1999 — «Сенки от плът»
- 2004 — «Суматоха за душите»
- 2007 — «…територия, недокосната от позори» (збірка віршів)
- 2009 — «Нагоре по стъпалата към Бога» (посмертно)

### Роман
- 1994 — «Смърт в раковината»

### Повісті
- 1980 — «Спомен за света»
- 1983 — «Бедни мой Бернардие»
- 1983 — «Греховно и неприкосновено»
- 1987 — «Убийство в Ню Бабилон»

### П'єси
- 1984 — «Антиутопия»
- 1986 «Небесни сфери»
- 1987 «Спектакъл без край»
- 1990 «Страхът живее в нас»